# Militärflugplatz Dolna Mitropolija

i7
i11
i13
Der Luftwaffenstützpunkt Dolna Mitropolija (bulgarisch Авиобаза Долна Митрополия) ist ein bulgarischer Militärflugplatz der Bulgarischen Luftstreitkräfte. Die 12. Fliegerausbildungsbasis, 12-ta Utschebna awiazionna basa, Учебна авиационна база (12. UAB, 12-та УАБ), liegt bei Dolna Mitropolija in der Oblast Plewen in Nordbulgarien.

## Heutige Nutzung
Die Basis beherbergt bereits seit 1948 eine 1945 gegründete Militärfliegerschule. Sie war nach Georgi Benkowski benannt und wurde 2002 als Fakultät für Luftfahrt in die Militäruniversität Weliko Tarnowo eingegliedert.
Im Vorfeld der Schließung des Flugplatzes Kamenez wurde die dort beheimatete 12. UAB im Jahr 2006 nach Dolna Mitropolja verlegt. Im Jahr 2009 wurden sämtliche der sich im Bestand befindlichen L-39 stillgelegt und erst ab 2013 konnten die ersten Exemplare wieder geflogen werden.
Auf dem Flugfeld befindet sich auch eine Rennbahn für Motorsport-Veranstaltungen.